# Carmelo Caruana
Carmelo Caruana (* 1914; † 1985) war ein maltesischer Lehrer und Journalist, der sich maßgeblich für die Verbreitung der maltesischen Sprache einsetzte.

## Biografie
Nach einem Lehramtsstudium wurde er 1935 Lehrer in der Ordensgemeinschaft der Brüder der christlichen Schulen (Order de la Salle Brothers), wo er bis 1946 verschiedene Fächer unterrichtete. 1943 war er Gründer einer Liga für die Verbreitung der maltesische Sprache (Xirka tal-Malti ghat-Tfal). 1950 erfolgte seine Berufung zum offiziellen Repräsentanten der Auswanderungskommission (Emigrants Commission) von Malta.
Im Juli 1955 übersiedelte er zusammen mit seiner Frau und seinen beiden Töchtern nach Kanada, wo er seine Tätigkeit als Lehrer in Toronto fortsetzte. Dort folgte 1962 die Berufung zum Rektor der Corpus Christi School. Neben seiner Tätigkeit als Lehrer war er auch als Journalist tätig und als solcher Verfasser diverser Artikel in Zeitungen wie "Lil Hutna", "The Malta Star" und "The Malta News". 1969 wurde er schließlich Herausgeber von "The Maltese Forum", einer zweisprachigen Rundschau zu kulturellen, sozialen, erziehungswissenschaftlichen, historischen und kirchlichen Themen, welches jedoch zuletzt wegen fehlender finanzieller Mittel nicht mehr erscheinen konnte.
Für seine Verdienste als Lehrer, Journalist, Förderer der maltesischen Sprache und letztlich als Führer der maltesischen Gemeinde in Kanada wurde ihm der Ehrendoktor eines Doctor of Humanities durch das Chartered Philatelic College of London in Ontario verliehen.